# Erkki Huurtamo
Erkki Kalervo Huurtamo, före 1935 Höydén, född 11 februari 1917 i Hollola, död 2 april 1999 i Helsingfors, var en finländsk samlingspartistisk politiker. Han var ledamot av Finlands riksdag 1962–1975 och minister i finansministeriet i regeringen Virolainen 1964–1966. Som Finlands försvarsminister tjänstgjorde han i regeringen Liinamaa från juni till november 1975. Han var landshövding i Kymmene län 1975–1984.
Huurtamo efterträdde 1975 Carl-Olaf Homén som försvarsminister och efterträddes senare samma år av Ingvar S. Melin.